# Eudesmus nicaraguensis
Eudesmus nicaraguensis là một loài bọ cánh cứng trong họ Cerambycidae.